# Ehengbuda
Ehengbuda est le dix-huitième oba de l'Empire du Bénin, avec un règne de 1578 à 1606. Il est le fils et le successeur d'Orhogbua. Ehengbuda étend l'empire du Bénin à l'ouest et à l'est et renforce son contrôle sur plusieurs États tributaires. Sa mort dans une tempête maritime alors qu'il revient d'une visite à sa colonie de Lagos marque la fin de l'ère des rois guerriers dans l'histoire du Bénin, puisque les Obas ultérieurs délèguent le commandement de l'armée à leurs chefs.

## Biographie

### Jeunesse et accession
Ehengbuda est le fils aîné d'Oba Orhogbua et d'Iyoba Umelu. Durant le règne de son père, il est accusé par l'Uwangue d'Uselu (haut chef) d'avoir tenté d'usurper le trône en l'absence de l'Oba. Son intendant, Ake, est exécuté sous l'accusation de mauvais conseils, et sa mère, Umelu, met fin à ses jours dans un étang du harem de l'Oba, craignant pour la vie de son fils. Cependant, après enquête, Ehengbuda est déclaré innocent de cette accusation.
Lors de son accession au trône vers 1578, Ehengbuda abolit le titre d'Uwangue d'Uselu. Il crée plusieurs nouveaux titres et grades afin de récompenser ses chefs et guerriers. Il établit également le titre d'Ohennika d'Idunmwu-Ebo, dont le détenteur accomplit les rites funéraires de quiconque se suicide à Benin City.

### Campagnes militaires
Ehengbuda conduit ses troupes à conquérir et à soumettre d'autres États. Il combat contre l'empire d'Oyo, les Nupe, les États yoruba et les villes et villages Igbo.
Il remporte une victoire contre une armée de cavaliers envoyés par les Oyo ou les Nupe pour envahir le Bénin, et établit la frontière Bénin-Oyo à Otun en pays Ekiti. Il fait de plusieurs États yorubas des tributaires. Il fait également la guerre aux Igbo sur la rive ouest du fleuve Niger et intègre plusieurs villes sous son contrôle. Il renomme certaines villes comme Igidi devenu Agban puis Agbor,.

### Conflits internes
Ehengbuda fait face à plusieurs conflits internes. Son Iyase (premier ministre), Ekpennede, est irrité par l'exécution de son fils unique, condamné à la suite de l'adultère avec l'une des épouses de l'Oba. Il tue les membres de sa maison et entreprend le massacre de la population avant de se suicider par pendaison. Depuis lors, les Iyase du Bénin ne sont plus autorisés à résider dans le quartier d'Ogbe, ni à retourner à Benin City après avoir conquis une grande ville.
Un autre chef, Uwangue Osokhirikpa, est reconnu coupable d'avoir commis un adultère avec l'une des épouses de l'Oba sous sa supervision alors qu'il est en état d'ébriété. Il est incarcéré pendant quatre ans et finalement condamné à mort. Cependant, il disparait alors qu'il est sur le point d'être exécuté. En conséquence, il est décrété qu'aucun Uwangue ne doit être exécuté ni qu'aucune des épouses de l'Oba ne soit placée sous la garde d'un membre de la Société Royale de la Maison Iwebo.
Un jeune prince nommé Osogboye, successeur du trône d'Owo, est envoyé à Benin City par le peuple Owo pour être éduqué par les oba. Il est nommé l'un des emada (porteurs de l'Ada) et occupe ce poste pendant de nombreuses années. Après la mort de l'Owa d'Owo, il part à Owo pour monter sur le trône de son père, sans être formellement démis de ses fonctions et à l'insu de l'Oba. L'Oba, bouleversé, envoie des gens pour le ramener à Benin City. Lorsqu'Osogboye en a entendu parler, il s'est enduit de substances nauséabondes et a fait semblant d'être gravement malade. Les messagers de l'Oba le font passer pour mourrant. En conséquence, Ehengbuda le laisse partir. Un an plus tard, Osogboye est couronné Owa d'Owo (plus tard connu sous le nom d'Olowo d'Owo). Il initie la construction des tranchées qui entourent la ville d'Owo, pour empêcher les forces de l'Oba d'y entrer. Il envoie également des cadeaux à l'Oba, l'informant qu'il s'est remis de sa maladie, et lui demande d'approuver et de confirmer son installation en tant qu'Owa.

### Interactions avec les Européens
Ehengbuda maintient le contact que son père avait établi avec les Européens, notamment les Portugais et les Anglais. Il reçoit plusieurs visites de leur part et des cadeaux commerciaux. James Welsh, un marchand anglais, lui offre un télescope en 1590. Ehengbuda affirme qu'il s'agit d'un verre à travers lequel il pouvait voir de nombreuses choses invisibles à l'œil humain. Il prétend pouvoir communiquer avec les êtres célestes à l'aide du verre. Ses sujets le croient, car ses talents de spiritualistes sont réputés. On lui donne le surnom d'Ehengbuda N'Obo, signifiant Ehengbuda le savant,.
Ehengbuda intervient également dans les différends entre les Obas de Lagos, qui partagent avec lui une lignée dynastique commune. Il intercède en faveur de l'Oba Atakunmosa d'Ilesha, qui se réfugie dans sa cour après sa destitution pour tyrannie. Il fait venir les anciens d'Ilesha et les persuade de reprendre leur dirigeant. Il lui offre également un collier de corail ou des perles de cou (odigba) en guise de cadeau et en signe de son autorité. Ceci devient le titre héréditaire des Obas successifs, surnommés Arun-aza (Arun-aja) par leurs sujets.

### Mort
Ehengbuda meurt vers 1606, lors d'une tempête en mer alors qu'il revient d'une visite à sa colonie de Lagos. Il s'y est rendu pour inspecter le camp de guerre (eko) que son père avait construit sur l'île de Lagos. Avec ses chefs et ses guerriers, il envisage de retourner à Benin City en canoë. Cependant, une tempête soudaine fait chavirer sa pirogue dans la rivière Agan, à environ six jours de canoë depuis le Bénin et à deux jours de Lagos. Lui et son entourage se noyent dans la rivière et leurs corps ne sont pas retrouvés,.
La mort d'Ehengbuda est un événement important pour son peuple. Sa mort marque la fin de l'ère des rois guerriers dans l'histoire du Bénin, puisque les Obas ultérieurs délèguent le commandement de l'armée à leurs chefs et se sont davantage concentrés sur les fonctions rituelles et spirituelles de la royauté. L'Oba devient plus isolé dans le palais et est considéré comme une figure dotée de pouvoirs surnaturels plutôt que de prouesses martiales,.

## Postérité
Ehengbuda agrandit le territoire et l'influence du royaume du Bénin et renforce son emprise sur de nombreux États tributaires. Il entretient également des contacts et des échanges commerciaux avec les Européens. Il crée plusieurs nouveaux titres et grades pour ses chefs et guerriers, et établit certaines traditions et coutumes qui sont encore observées aujourd'hui,,,.